# INXS
INXS – australijski zespół rockowy, utworzony w 1977 w Sydney z inicjatywy braci Farriss (Tim, Andrew, Jon) oraz i Michaela Hutchence’a, Kirka Pengilly i Gary Garry Beersa. Muzycy początkowo działali pod nazwą „The Farriss Brothers”, ale w 1979 zmienili nazwę na INXS (In Excess, pl. przesada; w nadmiarze).
Karierę zaczynali od występów w australijskich pubach, a po zdobyciu światowej popularności grali koncerty dla kilkudziesięciotysięcznej publiczności. W trakcie kariery wylansowali przeboje: „Never Tear Us Apart”, „By My Side”, „Disappear”, „Need You Tonight” i „Suicide Blonde”. Po samobójczej śmierci Michaela Hutchence’a (22 listopada 1997) z zespołem na koncertach współpracowali  Jimmy Barnes (w 1998) i Terence Trent D’Arby (w 1999), a następnie wokalistami INXS byli: Jon Stevens (w latach 2000–2003), J.D. Fortune (2005–2011; został wyłoniony w programie telewizyjnym Rock Star: INXS) i Ciaran Gribbin (2011–2012). 11 listopada 2012 zagrali swój ostatni koncert w karierze, grając jako support Matchbox Twenty na Perth Arena w Australii.

## Muzycy
Ostatni skład zespołu
- Garry Gary Beers – gitara basowa, kontrabas (1977–2012)
- Andrew Farriss – instrumenty klawiszowe, gitara (1977–2012)
- Jon Farriss – perkusja, instrumenty klawiszowe (1977–2012)
- Tim Farriss – gitara (1977–2012)
- Kirk Pengilly – gitara, saksofon, śpiew (1977–2012)
- Ciaran Gribbin – śpiew (2011–2012)

Byli członkowie zespołu
- Michael Hutchence (zmarły) – śpiew (1977–1997)
- Jon Stevens – śpiew (2000–2003)
- J.D. Fortune – śpiew (2005–2011)

Muzycy koncertowi
- Jimmy Barnes – śpiew (1998)
- Terence Trent D’Arby – śpiew (1999)

## Dyskografia

### Albumystudyjne
1. 1980 – INXS
2. 1981 – Underneath the Colours
3. 1982 – Shabooh Shoobah
4. 1984 – The Swing
5. 1985 – Listen Like Thieves
6. 1987 – Kick
7. 1990 – X
8. 1992 – Welcome to Wherever You Are
9. 1993 – Full Moon, Dirty Hearts
10. 1997 – Elegantly Wasted
11. 2005 – Switch
12. 2010 – Original Sin

### Płytykoncertowe
1. 1991 – Live Baby Live
2. 2004 – INXS: Live At Barker Hangar

### Kompilacje
1. 1982 – INXSIVE
2. 1994 – The Greatest Hits
3. 2001 – Shine Like It Does: The Anthology (1979-1997)
4. 2002 – Definitive INXS/The Best of INXS
5. 2002 – The Years 1979-1997
6. 2002 – Stay Young 1979-1982
7. 2004 – INXS²: The Remixes

### EP
1. 1983 – Dekadance
2. 2004 – Bang The Drum

### Ważniejsza wideografia
1. 1985 – The Swing and Other Stories
2. 1986 – What You Need
3. 1988 – Kick The Flick
4. 1990 – The Greatest Video Hits
5. 1991 – Live Baby Live
6. 2004 – I'm Only Looking – The Best of